# Šilutė

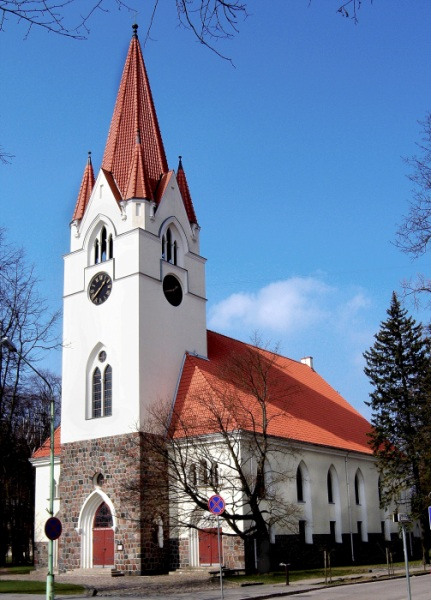
Một nhà thờ ở Silute

Šilutė (trước đây có tên Šilokarčiama, tiếng Đức: Heydekrug) là một thành phố ở phía nam của hạt Klaipeda, Litva. Thành phố là một phần của khu vực Klaipeda và Tiểu Litva. Šilutė đã là thủ phủ giữa hai cuộc chiến tranh của hạt Šilutė và là thủ phủ của khu tự quản khu vực Šilutė.
Một chợ cá nổi tiếng đã được mở ở Šilutė gần 500 năm trước, khi Georg Tallat mua quán trọ cùng với quyền sử dụng đất và đánh bắt cá năm 1511. Thị trấn là một nơi thu thập cho nông dân gần đó Samogitia và Curonian và ngư dân Phổ từ Rusnė, Karklė, Nida, và Lesnoye. Bên cạnh quán trọ một nhà thờ của Werden (Verdainė) được xây dựng vào năm 1550. Heydekrug thường tìm đề xuất lên chính quyền về tư cách thành phố, nhưng bị phản đối bởi Memel và Tilsit năm 1721 và 1725. Năm 1722 Heydekrug đã trở thành một trung tâm huyện, năm 1818 là thủ phủ của Landkreis Heydekrug. Khu định cư được hợp nhất với các làng Werden (Verdainė), Szibben (Žibai), và Cynthionischken (Cintjoniškiai) vào năm 1910, mặc dù nó vẫn không nhận được quyền thành phố. Sau chiến tranh thế giới I, thị trấn trở thành một phần của Litva, khi mua lại khu vực Klaipeda vào năm 1923.